# Les Peacocks
Les Peacocks sont une société littéraire secrète, anticonformiste et burlesque fondée vers 1910 par trois femmes : Blanche Rousseau, Marie Closset et Marie Gaspar bientôt rejointes par Francis de Miomandre. Ils se réunissent à Bruxelles et à Paris où l'initiative amuse. Théo Van Rysselberghe, l'ami des Peacocks, réalise une toile en 1901, La promenade, qu'il rebaptise ensuite la Peacocks march.

## Historique
C'est vers 1910 que Blanche Rousseau, Marie Closset et Marie Gaspar fondent l'académie des Peacocks, une société littéraire secrète. Elles prennent avec humour des pseudonymes. Marie Closset qui a fait le choix de publier ses œuvres sous le pseudonyme masculin de Jean Dominique, se fait appeler Peacock (paon en anglais).
Francis de Miomandre rencontre à Bruxelles Blanche Rousseau, Marie Closset et Marie Gaspar qui avaient fondé ensemble la société secrète des Peacocks. Francis de Miomandre en devient l'un des membres. D'autres artistes comme Théo et Maria Van Rysselberghe ou encore Arnold Goffin fréquentent le cercle littéraire.
Le critique littéraire, Edmond Jaloux, dira de ce groupe qu'il s'agissait d'une société littéraire Vivant en dehors de la réalité, dans une grande amitié avec les poètes, les objets et les petits animaux. Cette société anticonformiste n'avait d'autre ambition que la poésie de la vie et le rire. Francis de Miomandre écrit dans sa Digression peacockienne qu'au sein du groupe tout était permis, sauf de se conduire comme tout le monde.
Jusqu'en 1912, Marie Closset et Blanche Rousseau donnent des cours de français et de littérature à l'école normale de la rue du Marais fondée par Isabelle Gatti de Gamond. Leurs méthodes d'enseignement, non-conformistes, dérangent et, en 1913, avec l'aide de Marie Gaspar, elles décident de fonder l'Institut de culture française et d'y enseigner la littérature. Paul Reclus y enseigne l'histoire et la géographie. Sont également dispensés des cours d'histoire de l'art, de latin. En tout, six années de formation sont organisées.
Le cercle littéraire amuse, jusqu'à Paris et, en 1913, Alain-Fournier leur adresse un exemplaire du Grand Meaulnes dédicacé et se dit, à leur plus grande joie, être Membre correspondant du club des Peacocks.
Durant la Première Guerre mondiale, l'Institut tourne au ralenti et, lorsque le mari de Blanche Rousseau, Maurice Belval (1862-1917), connu en littérature sous le pseudonyme d’Henri Maubel, meurt, les trois femmes décident d'habiter ensemble. Au début des années 1920, l'Institut déménage pour s'installer rue de l'Échevinage à Uccle,  le trio s'y installe également.
En 1924, Marie Closset y accueille une jeune américaine née en Belgique, May Sarton, dont elle devient le mentor.

### The Peacock march
En 1901, Théo Van Rysselberghe réalise une peinture qui représente les trois Peacocks et son épouse, Maria, promenant sur une plage à Ambleteuse. De l'avant plan à l'arrière plan on distingue: Marie Closset, Blanche Rousseau, Maria Van Rysselberghe et Marie Gaspar. Il rebaptisera par la suite sa toile : The Peacocks march (la marche des Peacocks).
Blanche Rousseau meurt à Ixelles, le 8 avril 1949.
Marie Gaspar, dite Gaspari, née en 1874 meurt en 1951.
Marie Closset, la dernière en vie, meurt à Uccle, la 20 juillet 1952.